# Falu FK
Der Falu Fotbollklubb war ein schwedischer Fußballverein aus der in der Provinz Dalarnas län liegenden zentralschwedischen Stadt Falun.

## Geschichte
Der Falu FK wurde am 27. Februar 2006 als Zusammenarbeit der Fußballabteilungen von Falu BS, Slätta SK und Korsnäs IF gegründet. Dabei wurden die Männermannschaften der ersten beiden Vereine im September des Jahres zusammengelegt. Korsnäs IF behielt seine Eigenständigkeit, Falu BS und Slätta SK betreiben im Fußballbereich nur noch Nachwuchsarbeit.
Der neu gegründete Klub übernahm den Platz des mehrfachen Zweitligisten Falu BS in der drittklassigen Division 1 Norra. Als Tabellenneunter platzierte sich die Mannschaft 2007 in ihrer ersten Spielzeit im Mittelfeld der Liga, im folgenden Jahr wurde als Tabellenvorletzter der Klassenerhalt verpasst.
2015 wurde der Klub in Folge eines Konkurses aufgelöst.